# Krosno (wieś w powiecie lidzbarskim)

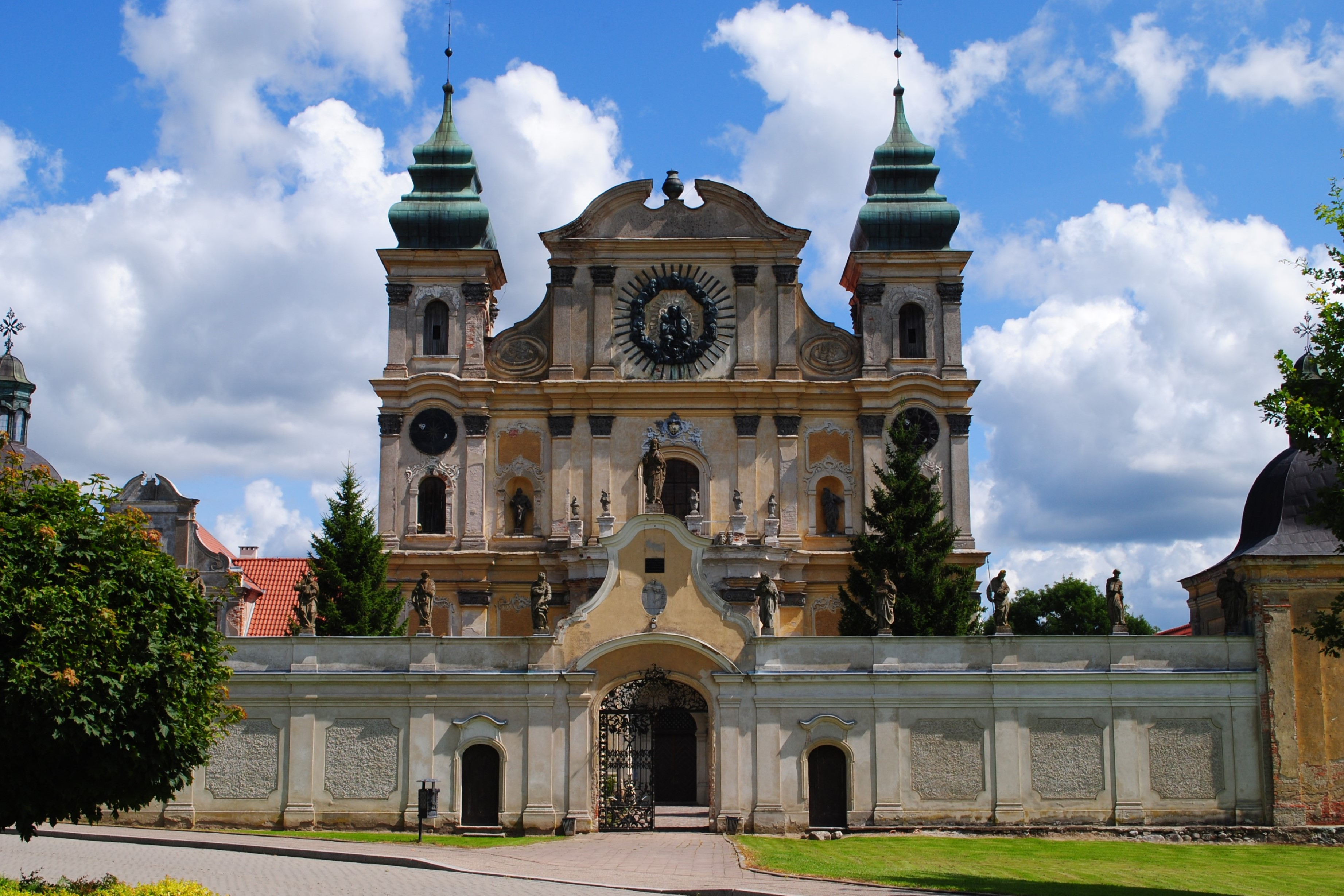
Widok na zespół pielgrzymkowy

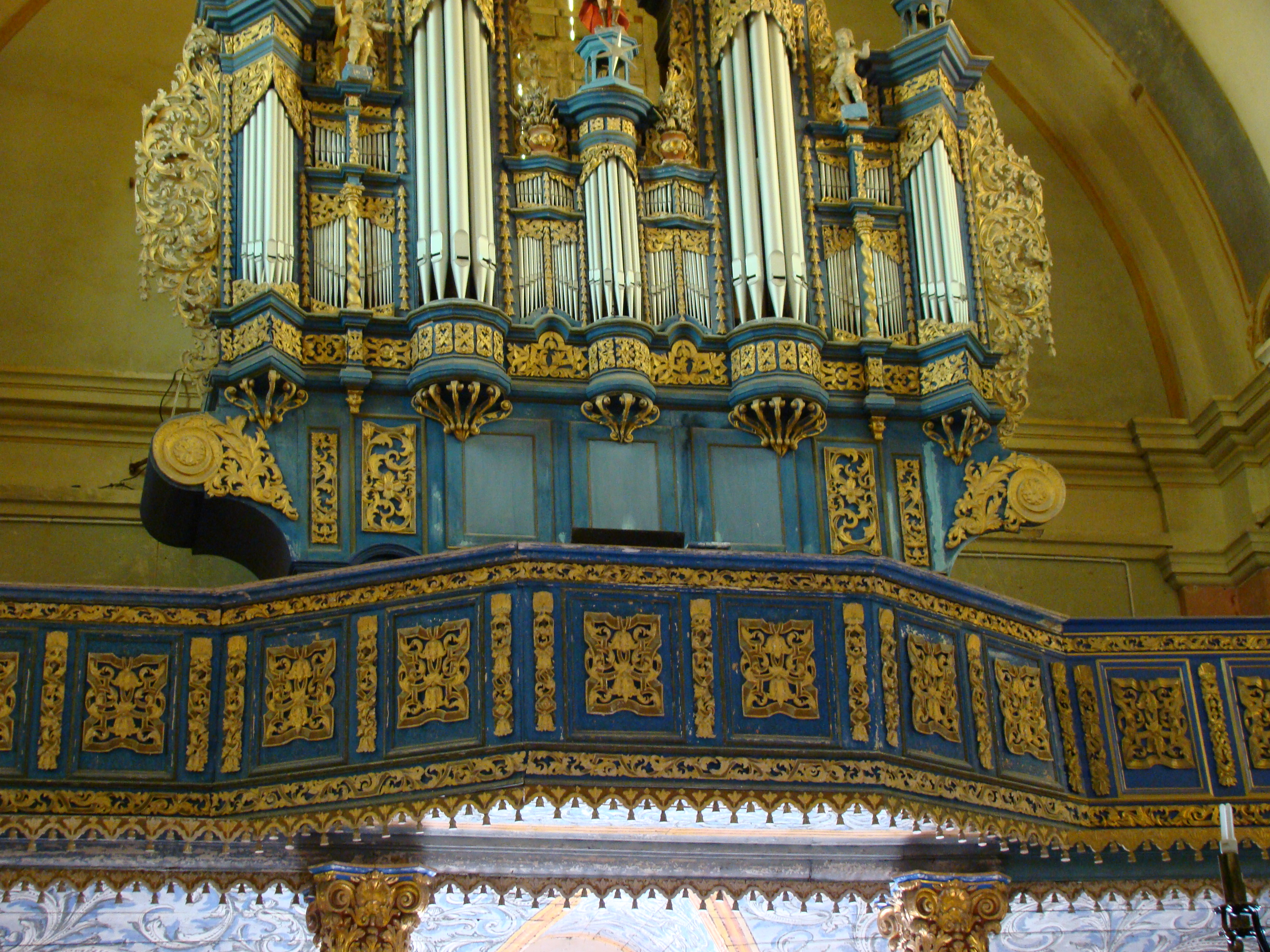
Organy

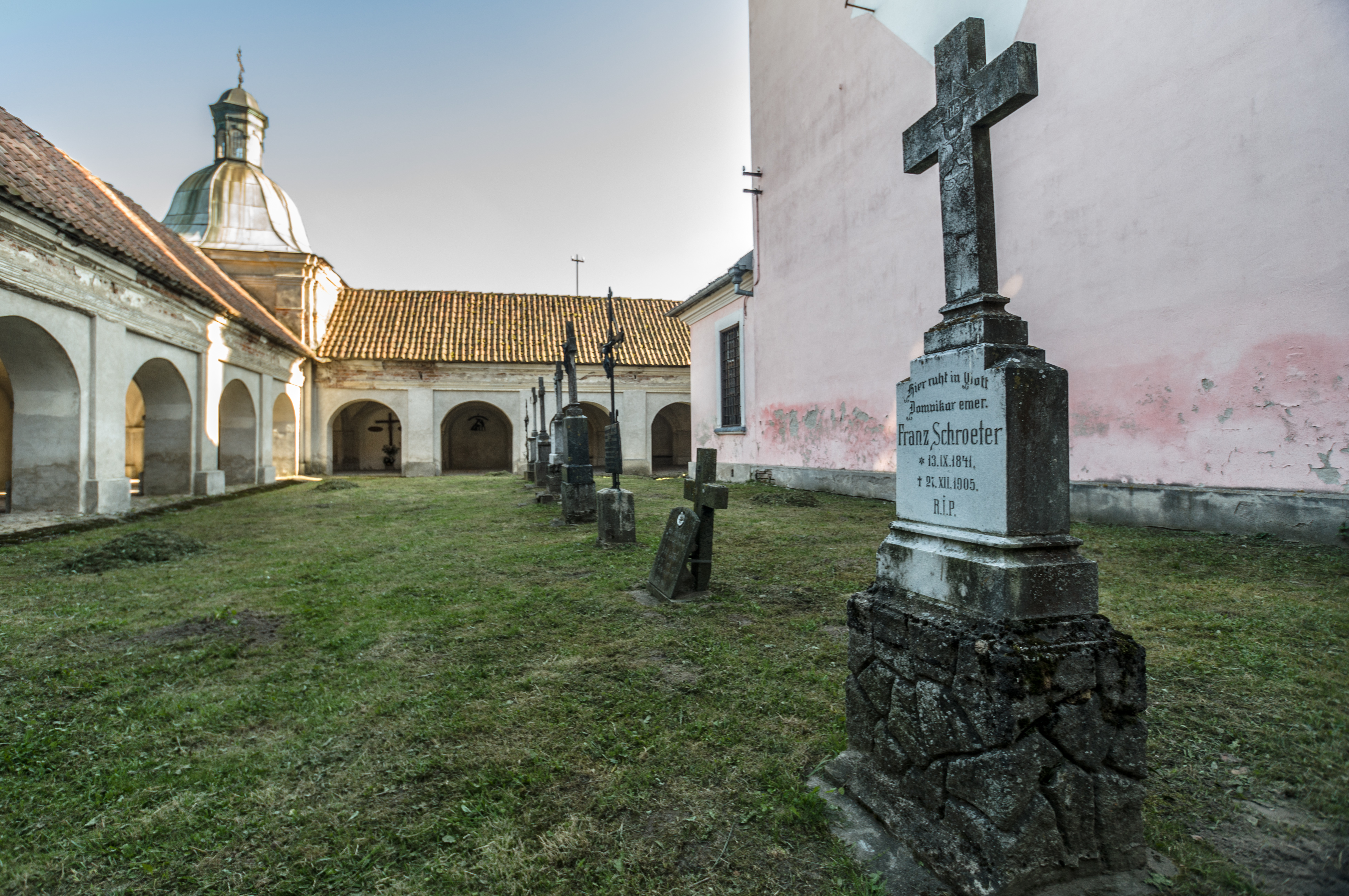
Cmentarz na tyłach kościoła

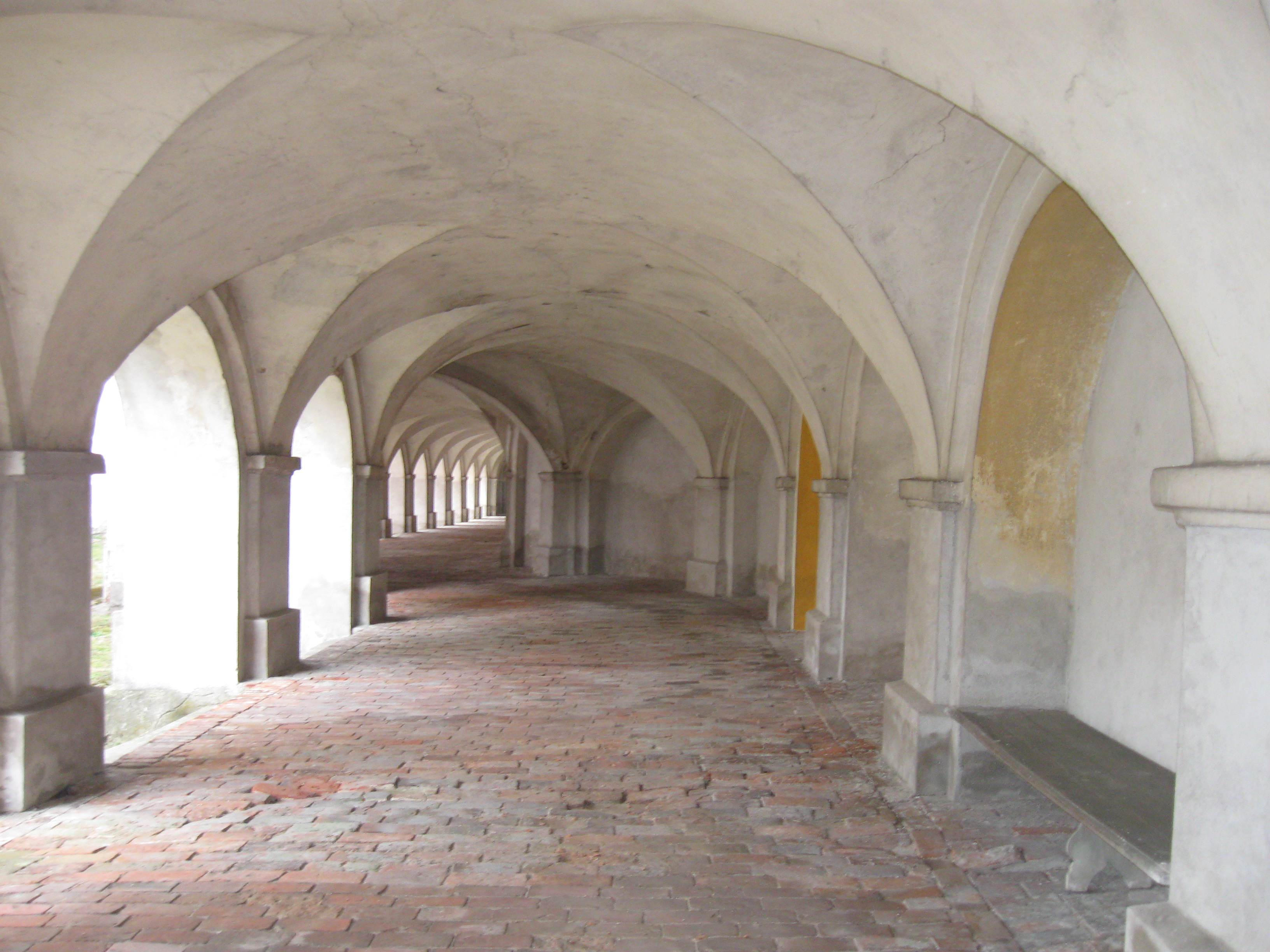
Krużganki

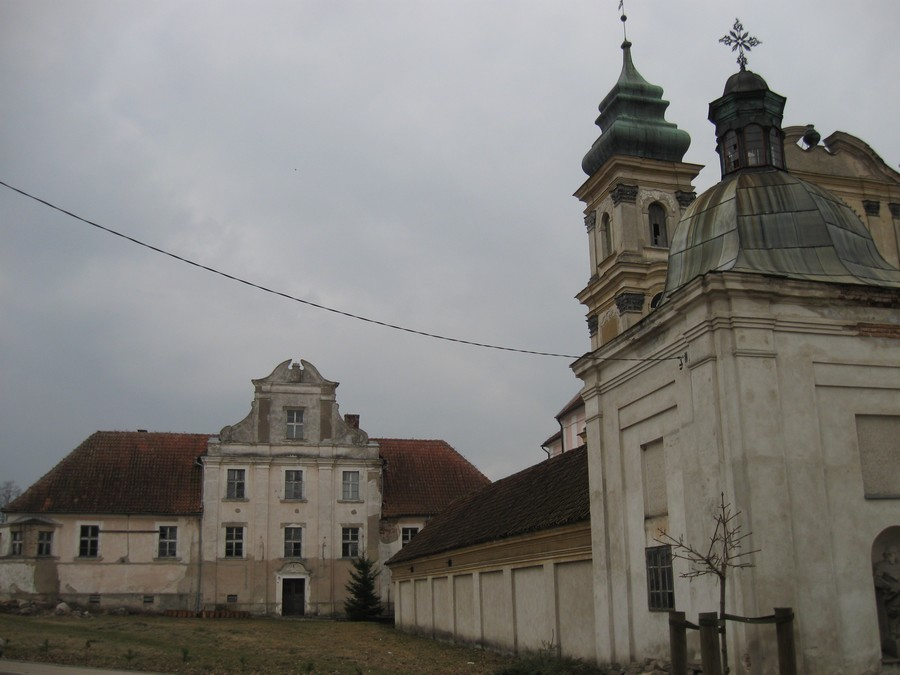
Plebania, dawny dom księży emerytów

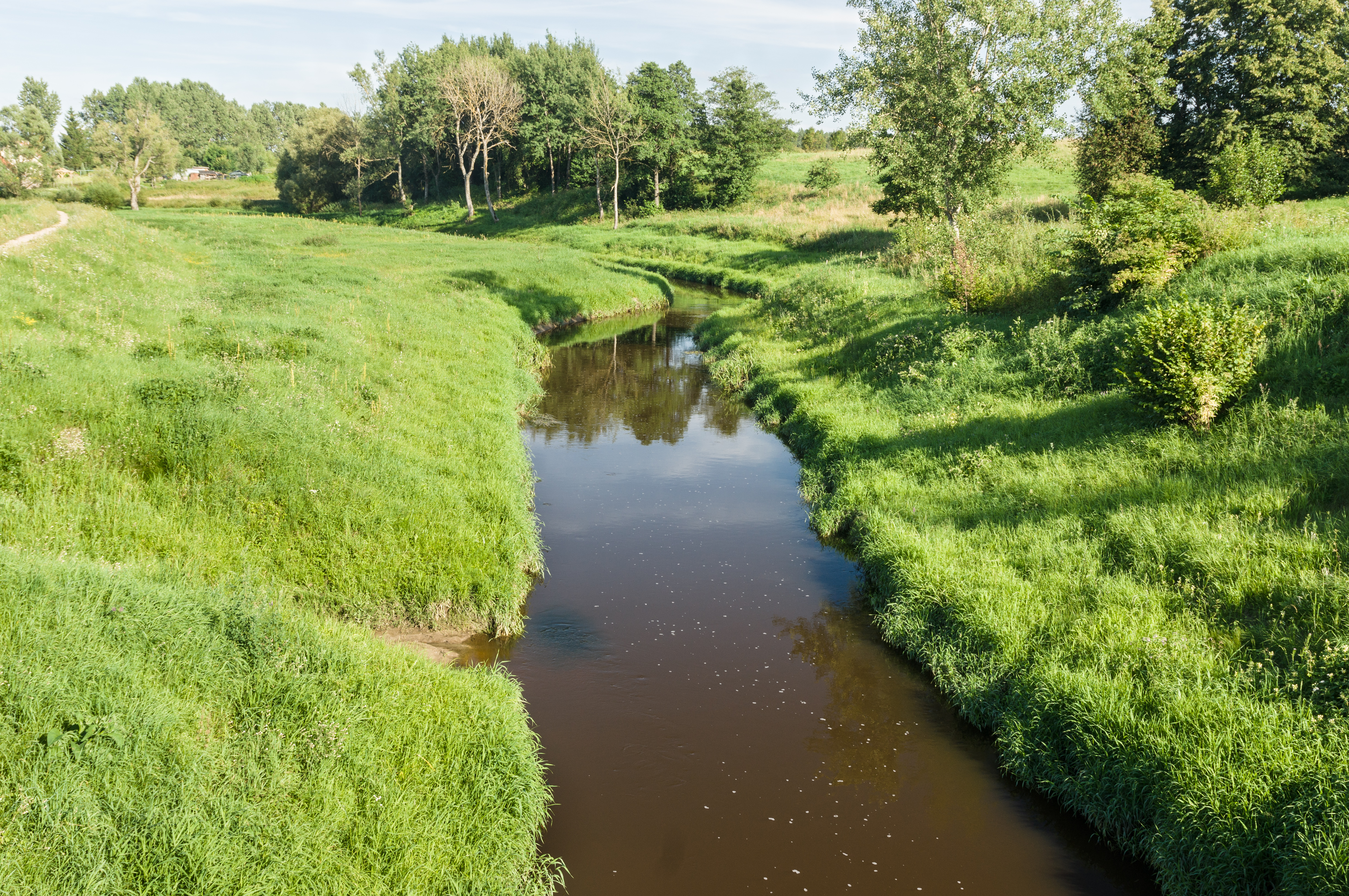
Drwęca Warmińska w okolicach zespołu pielgrzymkowego w Krośnie.

Krosno (niem. Crossen, Krossen) – wieś w Polsce, położona w województwie warmińsko-mazurskim, w powiecie lidzbarskim, w gminie Orneta, nad Drwęcą Warmińską.
W latach 1975–1998 miejscowość należała administracyjnie do województwa elbląskiego. Wieś znajduje się w historycznym regionie Warmia.
Do sołectwa Krosno należą też osady (przysiółki): Bludyny, Krosno (osada), Kumasy i Międzyrzecze.

## Historia
Wieś lokowana była w 1384 przez biskupa warmińskiego Henryka Sorboma na miejscu osady pruskiej. Nazwa wsi pochodzi od nazwiska jej pierwszego właściciela Johanna von Crossen. W 1535 r. właścicielem wsi został Sebastian von Perbant, wicemarszałek dworu biskupa Maurycego Ferbera. Później wieś przeszła w ręce burmistrza Braniewa Jakuba Bartscha, który w 1593 r. ufundował nową kaplicę. W latach 1709–1759 wzniesiono współcześnie istniejący kościół. W czasie wojen napoleońskich w 1807 r. kościół został splądrowany, a okresie I wojny światowej w 1914 r., w czasie ofensywy wojsk rosyjskich, ucierpiał cały zespół pielgrzymkowy, częściowemu zniszczeniu uległa m.in. bazylika.
18 października 1994 w Krośnie utworzona została samodzielna parafia.

## Zabytki

### Kaplica
Według legendy w nurcie Drwęcy Warmińskiej znaleziono cudowną figurkę Matki Boskiej wykonaną z alabastru. W pobliżu tego miejsca ok. 1400 r. postawiono drewnianą kaplicę, w której umieszczono otaczaną kultem figurkę. Nową i większą kaplicę z muru pruskiego w 1593 r. wystawił Jakub Bartsch. W roku 1600 ustanowił on fundację mszalną na mocy której wikariusz z Ornety miał odprawiać mszę św. w określone dni. W latach 1710–1714 zmieniono bieg rzeki, aby na miejscu kaplicy, na gruncie stabilnym można było wybudować kościół z obejściami krużgankowymi.

### Zespół pielgrzymkowy
Zespół pielgrzymkowy w Krośnie wzorowany był na znanym założeniu architektonicznym Świętej Lipki.
Budowniczym barokowego kościoła był Jan Krzysztof Reimers z Ornety. Budowle zespołu: kościół, obejścia krużgankowe z kaplicami narożnymi i dom księży emerytów wybudowane zostały z czerwonej cegły i pokryte tynkiem. Przedsięwzięcie finansowane było z fundacji założonej przez archiprezbitera Caspara Simonisa z Ornety, który był też sekretarzem kapituły warmińskiej.

#### Kościół Nawiedzenia Najświętszej Maryi Panny i św. Józefa w Krośnie
Przygotowania do budowy kościoła podjęto w 1709 r., a świątynia wybudowana została w latach 1715–1720. Kościół pw. Nawiedzenia NMP był konsekrowany 8 września 1720 r.
Zdobienia fasady kościoła wykonane przez warsztat Krzysztofa Perwangera zakończono około 1760 r. Fasada pokryta została sztukateriami o motywach rokokowych. Nad portalem umieszczono scenę Nawiedzenia, wykonaną także ze stiuku. 
W niszach fasady figury czterech Ojców Kościoła oraz świętych Piotra i Pawła, wykonane przez Andrzeja Schmidta z Reszla.
Układ wnętrza kościoła nawiązuje do rozwiązania kościoła św. Piotra i Pawła w Krakowie (typ Il Gesu zrealizowany tam był po raz pierwszy w Polsce przez jezuitów). W odróżnieniu od kościoła jezuitów w Krakowie, który ma jednonawowy korpus z rzędami kaplic bocznych, kościół w Krośnie posiada sześć wnęk (miejsca na ołtarze), po trzy z każdej strony nawy. W części wschodniej kościoła prezbiterium, węższe od nawy z dwoma zakrystiami od północy i południa. Nawa podzielona jest na trzy przęsła oraz czwarte węższe od zachodu, mieszczące chór muzyczny.
Na barokowe wyposażenie wnętrza składa się siedem ołtarzy, ambona, empora muzyczna i prospekt organowy. Wymienione elementy wystroju kościoła, z wyjątkiem ambony i ostatniej pary ołtarzy bocznych od strony organów, wykonał w latach 1725–1729 Krzysztof Peucker z Reszla. Obrazy w ołtarzach wykonanych przez Peuckera są pędzla Piotra Kolberga z Pieniężna. Ostatnia para neobarokowych ołtarzy wyszła z warsztatu Wilhelma Biereichla w roku 1847. Ściany wnętrza świątyni pokrywa neorokokowa polichromia wykonana w 1903 r.
W ołtarzu głównym znajduje się kopia cudownej figurki Matki Bożej z Dzieciątkiem (oryginał zaginął w 1945 r.).

#### Obejścia krużgankowe
Kościół jest otoczony krużgankami z XVIII w., z czterema kaplicami w narożach. Kwadratowe kaplice u podstawy, podobnie jak w Świętej Lipce w części górnej posiadają kopuły zwieńczone latarniami. Krużganki przy dłuższych bokach rozszerzają się tworząc nieco większy dziedziniec od strony zachodniej kościoła. Część wschodnia krużganków zbudowana została w 1726 r., a zachodnia w latach 1750–1758. W bramie zachodniego skrzydła krużganków znajduje się kuta krata z 1768 r. Na skrzydle tym ściana zamykająca dziedziniec zwieńczona jest attyką. Od frontu, nad bramą prowadzącą na dziedziniec przed kościołem znajduje się posąg Chrystusa, a po bokach na krużganku ustawione są figury Apostołów. Drewniane rzeźby wyszły spod dłuta Karla Ludwiga Biereichla w roku 1845. Ze względu na ich naturalne zniszczenie figury zastąpiono kamiennymi kopiami, które wykonał w latach 1927–1935 Franz Threyne z Królewca. Pozostałe skrzydła krużganków posiadają dwuspadowe dachy pokryte czerwoną dachówką. W niszach kaplic zachodnich znajdują się rzeźby św. św. Piotra i Pawła.

#### Dawny dom księży emerytów
Od północy przylega konwikt księży, połączony z kościołem nadwieszonym gankiem. Trójskrzydłowy dom księży emerytów wybudowano w latach 1722–1727. Jest to budowla jednopiętrowa, zrealizowana na rzucie zbliżonym do kwadratu, z wewnętrznym dziedzińcem. Na zewnątrz od zachodu znajduje się ryzalit z rokokowym portalem. W czasie I wojny światowej w roku 1914 budynek uległ pożarowi. Wkrótce został jednak odbudowany. Po dewastacji obiektu w 1945 r. zaadaptowano go w roku 1954 na biura i mieszkania PGR. Współcześnie obiekt wykorzystywany jest jako plebania.

## Demografia
Mieszkańcy: w roku 1818 – 67 osób, w 1939 – 319, w 1999 – 189.